# جواو دوارتي بيريرا
جواو دوارتي بيريرا (بالبرتغالية: João Duarte Vieira Pereira‏) (10 مايو 1990 بكارتاكسو في البرتغال - ) هو لاعب كرة قدم برتغالي في مركز الدفاع. شارك مع منتخب البرتغال تحت 16 سنة لكرة القدم ومنتخب البرتغال تحت 17 سنة لكرة القدم ومنتخب البرتغال تحت 18 سنة لكرة القدم ومنتخب البرتغال تحت 19 سنة لكرة القدم ومنتخب البرتغال تحت 20 سنة لكرة القدم ومنتخب البرتغال تحت 21 سنة لكرة القدم. أما مع النوادي، فقد لعب مع نادي بنفيكا ونادي بيرا مار ونادي سوندرييسكه ونادي شريف تيراسبول ونادي فاتيما ونادي فايله ونادي نوردشيلاند وديسبورتيفو تروفينسي.

## وصلات خارجية
- جواو دوارتي بيريرا على موقع قاعدة بيانات كرة القدم.إي يو (الإنجليزية)
- جواو دوارتي بيريرا على موقع Soccerway.com (الإنجليزية)